# 6. armada (Wehrmacht)
Za druge 6. armade glejte 6. armada.
6. armada (izvirno nemško 6. Armee) je bila armada v sestavi Heera (Wehrmacht) med drugo svetovno vojno.
Armada je najbolj znana po tem, da je bila skoraj popolnoma uničena v bitki za Stalingrad.

## Vojna služba
| Datum                        | Nadrejeno poveljstvo           | Področje (vir) |
| oktober 1939 - julij 1940    | Armadna skupina B              | Zahod          |
| julij 1940                   | Armadna skupina A              | Zahod          |
| avgust 1940                  | Armadna skupina B              | Zahod          |
| september 1940               | Armadna skupina C              | Zahod          |
| november 1940 - maj 1941     | Armadna skupina D              | Zahod          |
| maj 1941                     | Armadna skupina A              | Vzhod          |
| junij - julij 1941           | Armadna skupina Jug            | Vzhod          |
| avgust 1941                  | Oberkommando des Heeres        | Vzhod          |
| september 1941 - avgust 1942 | Armadna skupina Jug            | Vzhod          |
| avgust - december 1942       | Armadna skupina B              | Vzhod          |
| december 1942 - januar 1943  | Armadna skupina Don            | Vzhod          |
| april 1943 - marec 1944      | Armadna skupina Jug            | Vzhod          |
| marec - april 1944           | Armadna skupina A              | Vzhod          |
| april - oktober 1944         | Armadna skupina Južna Ukrajina | Vzhod          |
| oktober 1944 - maj 1945      | Armadna skupina Jug            | Vzhod          |
| maj 1945                     | Armadna skupina Ostmark        | Vzhod          |

## Organizacija

### Stalne enote
1940
- Höh. Arko 310
- Korück 585
- Armee-Nachrichten-Regiment 549
- Armee-Nachschubführer 541

1943
- Höh. Arko 306
- Korück 593
- Armee-Nachrichten-Regiment 549
- Armee-Nachschubführer 541

### Dodeljene enote
10. oktober 1939
- XXIII. Armeekorps
- VI. Armeekorps
- III. Armeekorps
- 3. pehotna divizija
- 17. pehotna divizija
- 23. pehotna divizija
- 3. gorska divizija

10. maj 1940
- XXVII. Armeekorps
- IV. Armeekorps
- XI. Armeekorps
- VI. Armeekorps
- XXXX. Armeekorps
- 3. tankovska divizija
- 4. tankovska divizija
- SS-Verfügungstruppe

5. junij 1941
- XVII. Armeekorps
- LV. Armeekorps
- XXIX. Armeekorps
- III. Armeekorps
- XXXXVIII. Armeekorps
- XXXXIV. Armeekorps
- 99. lahka divizija

2. januar 1942
- XXIX. Armeekorps
- XVII. Armeekorps
- LI. Armeekorps
- 62. pehotna divizija

4. julij 1942
- XXIX. Armeekorps
- XXXX. Armeekorps
- VIII. Armeekorps
- XVII. Armeekorps
- LI. Armeekorps

3. februar 1943
- XIV. Armeekorps
- VIII. Armeekorps
- LI. Armeekorps
- XI. Armeekorps
- IV. Armeekorps
- 14. tankovska divizija

9. april 1943
- Korps Mieth
- XVII. Armeekorps
- XXIX. Armeekorps
- XXIV. Armeekorps
- 17. pehotna divizija
- 79. pehotna divizija
- 23. tankovska divizija

3. december 1943
- Befehlshaber West-Taurien
- XXXXIV. Armeekorps

15. junij 1944
- VII. Armeekorps
- XXXXIV. Armeekorps
- LII. Armeekorps
- XXX. Armeekorps
- 3. tankovska divizija
- 13. tankovska divizija

19. februar 1945
- 1. konjeniški korpus
- IV. SS-Panzerkorps
- III. Armeekorps
- II. (madžarski) korpus

## Poveljstvo
Poveljnik
- Generalfeldmarschall Walther von Reichenau (20. oktober 1939 - 1. januar 1942)
- Generalfeldmarschall Friedrich Paulus (1. januar 1942 - 31. januar 1943)
- Generalpolkovnik Karl-Adolf Hollidt (5. marec 1943 - 22. november 1943)
- General artilerije Maximilian de Angelis (22. november 1943 - 19. december 1943)
- Generalpolkovnik Karl-Adolf Hollidt (19. december 1943 - 8. april 1944)
- General artilerije Maximilian de Angelis (8. april 1944 - 17. julij 1944)
- General artilerije Maximilian Fretter-Pico (17. julij 1944 - 22. december 1944)
- General tankovskih enot Hermann Balck (23. december 1944 - 8. maj 1945)